# Noogênese
Noogênese (do grego antigo - νόος - razão e γένεσις - origem, nascimento) - a aparição e evolução da mente.  
O termo surgiu em 1955 no livro "O Fenómeno Humano"  do antropólogo e filósofo Pierre Teilhard de Chardin. E não tendo sido dado, um conceito preciso, muitas interpretações surgiram, nas quais vários significados acabaram por serem invertidos. 
Deve notar-se que "noo-" (russo), (Inglês), 智慧 (chinês) não é apenas o primeiro termo conhecido do grego antigo "νόος", mas também por definições de dicionário combina fenômenos da mente como razão, inteligência, pensamento, perspicácia e sabedoria - em um único fenômeno.

## O Conceito Moderno
Em 2005, Alexei Eryomin na monografia Nooogénesis e a Teoria de Inteligência propôs um novo conceito: "Noogênesis é o processo desenvolvimento de sistemas intelectuais e de implantação dos mesmos no espaço ao longo do tempo." Noogênesis é uma combinação de transformações regulares, inter-relacionadas, caracterizada por uma certa seqüência temporal de estruturas e funções de toda a hierarquia e o conjunto de estruturas e processos que são relativamente básicos e naturais e se relacionam de forma integrada, caracterizada por uma sequência de tempo definido.  Essa formulação apareceu em uma monografia sobre o estudo Noogênesis, que propõe os conceitos de "sistemas intelectuais” graças a isto, "o conceito de noogênese" é ativamente introduzido no uso científico como o conceito da evolução dos sistemas intelectuais"; "logística da informação", "energia intelectual", aceleração, força e potencial integrados ao teoria do intelecto.  Os parâmetros biofísicos da energia intelectual são identificados, como O volume de informação, a quantidade de aceleração (frequência, velocidade) e a distância de sua transmissão",  "foi proposta uma analogia entre o cérebro humano, composto de um grande número de neurônios que trabalham simultaneamente e uma comunidade humana que é composto de pessoas".

### Parâmetros do fenômeno Noo

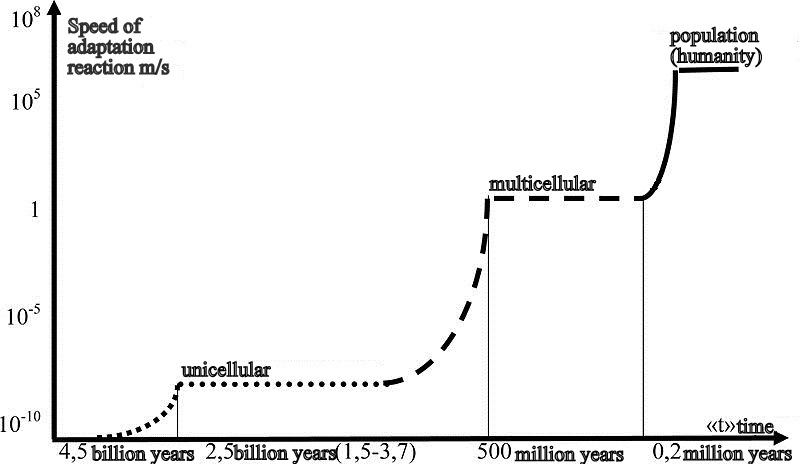
Noogênese: Evolução da velocidade da reação
Organismo unicelular: a velocidade dos íons através da membrana de um organismo unicelular é ~ 10 quando -10 graus metros por segundo, água através da membrana ~ 10 quando -6 graus por segundo, intracelular (citoplasma) ~ 2-10 a -5 graus por segundo; sangue nos vasos de um organismo multicelular ~ 0,05 metros por segundo, impulso nas fibras nervosas ~ 100 metros por segundo; comunicações sonoras (voz, áudio) de uma população de múltiplos organismos (humanidade) ~ 300 metros por segundo, ligações quântico-eletrônicas dentro de uma população ~ 3 × 10 a 8 graus por segundo (velocidade de ondas de radio-eletromagnética, corrente elétrica, luz, vídeo, opto-telecomunicações).

O aparecimento da razão é um dos cinco principais fenômenos  na aparência evolucionária. A cognição do fenômeno dos sistemas intelectuais (da aparência da razão (noogênese) é reduzida a: evolução e aparência da mente do Homo sapiens (filogênese); um novo pensamento no cérebro (síntese de ideias criativas, insight, eureka); desenvolvimento do intelecto na formação individual (ontogenia); a hipótese do desejo da população humana de se unir em um sistema intelectual global.  Em uma série de trabalhos, as leis da aparência e os parâmetros das características distintivas do sistema intelectual do homem são examinados (o volume de memória de trabalho ≥ 7,  capacidade de prever (prognóstico),  hierarquia multi nível (6 camadas de neurônios) de seleção sistêmica de informações valiosas,  consciência, de consciência, de memória,  parâmetros de informação produzidos pela humanidade e memorizados em vários ambientes de informação. 
As capacidades extremas para alguns parâmetros físicos do intelecto humano são determinadas. Conceitos do aparecimento da iluminação-insight.. Conceptos de aparición de insight-iluminación. 
A semântica comparativa conhece há muito tempo os termos que são, no entanto, raramente usados: noofilia - a doutrina segundo a qual o valor de qualquer coisa é determinado pelo grau em que promove o desenvolvimento do intelecto e os interesses de seres inteligentes; e noocracia. No século XXI apareceu a noopolítica,  a gestão intelectual, a noometria, a noofarmacologia. 

### As leis da evolução da mente
A lei de aumento de velocidade de adaptação 
A velocidade de adaptação, reflexão, movimento, troca de matéria e informação aumenta a cada novo nível de evolução e organização dos sistemas biológicos, enquanto a adaptabilidade (do organismo, da população) melhora com aumento na velocidade de resposta (incluindo a velocidade de comunicação entre os componentes do intelecto) para mudanças no ambiente.

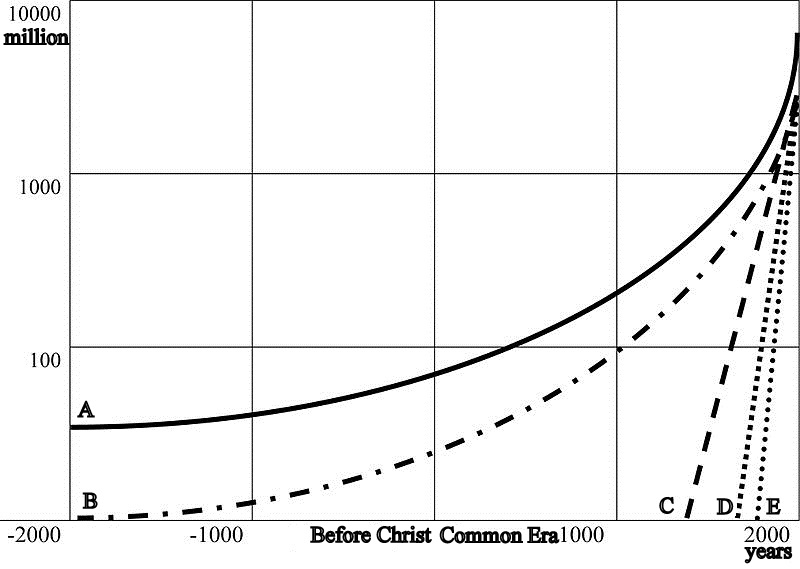
O desenvolvimento de conexões, interações de informações dentro da população de H. sapiens
A – a população da Terra de 7 mil milhões;
B – número de pessoas alfabetizadas;
C – o número de leitores de livros (com a fonte);
D – número de receptores (rádio, tv);
E – número de telefones, computadores, usuários de Internet.

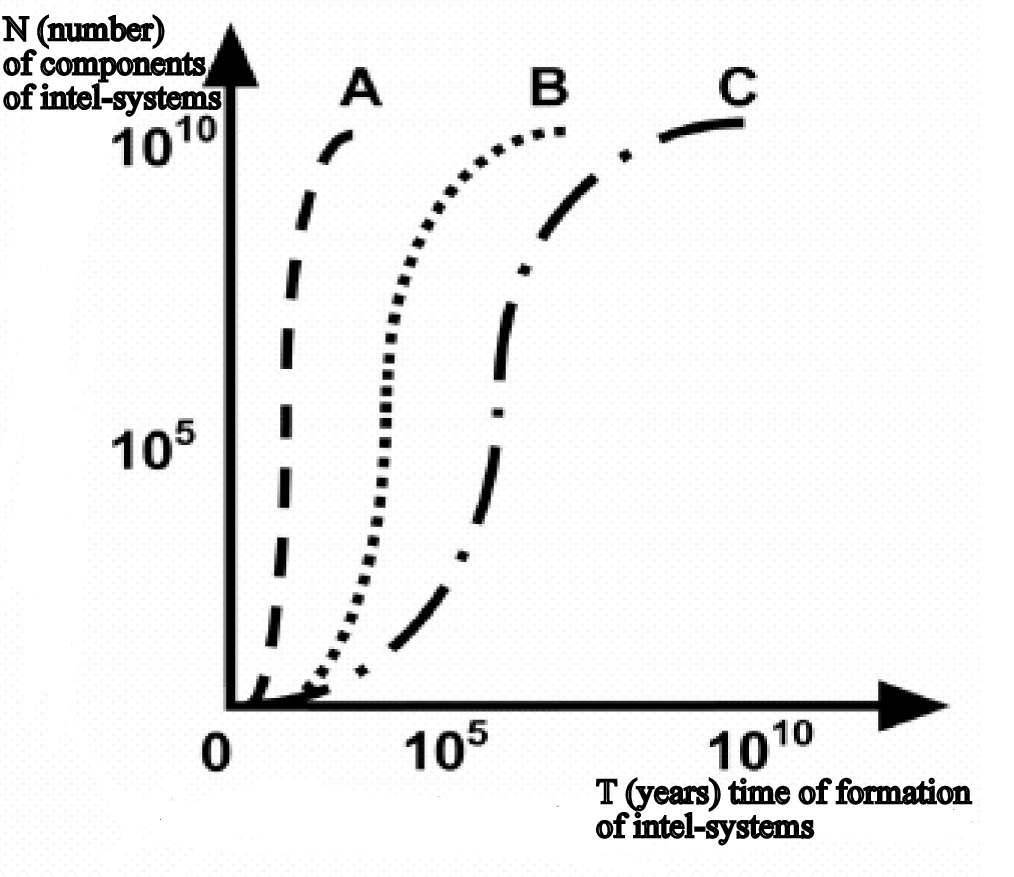
Repetição de evolução e realização de um número crítico de componentes por intelsistemas
A - o número de neurônios com o desenvolvimento individual (ontogénese) do sistema de inteligência do cérebro,
B - número de pessoas na população mundial,
C - o número de neurônios no desenvolvimento histórico (filogénese) do sistema nervoso dos organismos.

A lei do número crítico de componentes intelectuais
Os sistemas intelectuais podem ser formados quando as quantidades críticas de seus componentes intelectuais e as comunicações entre eles são alcançadas. Quando o número de componentes intelectuais atinge n ≥ 1 bilhão, o fenômeno da não-revolução pode ser encontrado: transição do desenvolvimento quantitativo do sistema de informação para um sistema intelectual autônomo qualitativamente novo.
A noogênese no desenvolvimento individual (ontogênese) do cérebro humano origina de 1 a 2 células embrionárias primárias, que aumentam em quantidade durante a fragmentação e divisão em estágios de mórula - blástula - gástrula e que formam o correspondente lobo embrionário e sua diferenciação. O sistema nervoso do embrião está se formando. No momento do nascimento, o volume do cérebro fetal humano atinge 375 cm3 de acordo com alguns dados e 1300 cm3 a 10 anos de vida. A maturação morfofuncional das estruturas cerebrais se encerram aos 13 anos, e a evolução morfofuncional final refere-se aos 16-17 anos de idade. 
Há 125 anos o neurônio foi aberto, a doutrina do neurônio Santiago Ramón y Cajal começou a se desenvolver, o que recebeu reconhecimento mundial.  Segundo dados modernos, no cérebro do H.sapiens no processo de ontogênese e filogênese de um adulto humano existem 86 bilhões de neurônios - neurocientista brasileira Suzana Herculano-Houzel.  
- Noogênese (segundo a hipótese de Vladimir Vernadsky, "aspiração à noosfera") do desenvolvimento humano. No processo de evolução, o número de homens aumenta de dois primogênitos para cerca de 70 milhões de pessoas (século XX a.C.), cerca de 300 milhões (no início do século I), cerca de mil milhões (em 30 anos do século XX), e 6000 milhões no final do século XX. De acordo com os modelos matemáticos de S.P.Kapitsa (1998), a quantidade de humanidade pode chegar a 12,5-14 bilhões nos séculos XXI-XXII. 
O sistema intelectual (SI) é um conjunto de estruturas relativamente elementares e processos interativos, unidos em um todo pela realização de toda a função do intelecto, irredutíveis à função de seus componentes. Sinais do SI: interação com o ambiente e outros sistemas como um todo, consistindo de uma hierarquia de subsistema de nível inferior. 
Portanto, "uma nova interpretação do termo científico noogênese" é proposta como o surgimento e desenvolvimento evolucionário da inteligência. Por analogia com a lei biogenética básica, propomos a hipótese da lei básica da evolução da humanidade, que descreve a conexão entre a evolução do cérebro humano e o desenvolvimento da humanidade. O número dos principais "componentes" que compõem o cérebro humano e o número dos "componentes" da humanidade (pessoas) tornam-se aproximadamente iguais. Você pode comparar todas as pessoas que vivem na Terra com uma célula nervosa desagregada do cérebro. O intelecto do mundo pode ser um análogo do cérebro humano. Os bilhões de pessoas que vivem hoje no planeta são, sem dúvida, herdeiros do rico patrimônio cultural, industrial, social e intelectual do mundo, guardiões genéticos da "memória viva de trabalho" do sistema intelectual global. Prevê-se que a humanidade se esforce por um sistema único de informação e intelecto fechado no nível organizacional. A superinteligência pode ser realizada na forma do Intelecto Global no planeta Terra. A descoberta, a busca e investigação adicional no século XXI da fórmula do intelecto e os fundamentos matemáticos da mente, a conversão do "intelectual" no plano da fisiologia e da física matemática poderiam ajudar a entender as ideias mais elevadas e as regularidades profundas do mundo que nos rodeia. E a busca de paralelos entre a formação do homem e a humanidade deve necessariamente continuar: isso pode criar uma base para a confiança de que o intelecto da humanidade enfrentará os problemas mais inesperados e por vezes perigosos que surgem no curso de seu desenvolvimento”. 
A lei noogenética
Na evolução do sistema intelectual da humanidade, propõe que certas características de filogenia (evolução) do cérebro se manifestam em uma breve repetição e outras em uma longa repetição, onde algumas características da ontogênese (desenvolvimento individual) do cérebro humano são manifestados. As características recorrentes são: aumento no número de componentes, velocidade e volumes de troca de informações (e também de memória), diferenciação, especialização de parcelas, etc. Iteração intelectual (do latim iteratio-repetição) é uma repetição da ação - a formação da função intelectual numa série física de um tamanho (intelecto humanos); e é uma repetição do fenômeno - o surgimento de sistemas intelectuais com uma maior dimensionalidade na hierarquia da matéria (um neurônio - um cérebro - humanidade). As formas de matéria inteligente que se desenvolvem no espaço de quatro dimensões têm dimensões determináveis. 

### Aspectos da "gênese" e semântica comparativa
Do ponto de vista do desenvolvimento histórico evolutivo, eles são conhecidos como a aparição no curso da evolução (doutrina evolucionista de Charles Darwin)  e da antropogênesis do primeiro organismo inteligente em K.Linneo - Sistemática Biológica - Homo sapiens, o conceito de filogenia, morfogênese, sistemogênese e cefalização, a autonomia dos sistemas cognitivos. Do ponto de vista do desenvolvimento do intelecto no decurso do desenvolvimento individual, são conhecidos conceitos tais como a embriogênese, ontogênese, somatogênese, morfogênese e neurogênese,  a atividade nervosa mais alta, de acordo com I.P.Pavlov. O termo "noogênese" pode se referir a um nível interdisciplinar, uma vez que diz respeito a uma série de ciências naturais, técnicos e humanitários, o termo é usado na medicina, biofísica, psicologia, semiótica, matemática e nas tecnologias da informação.

## O futuro da mente e as tendências de investigação
Entre os métodos que facilitam ainda mais o desenvolvimento, a otimização e a melhoria do intelecto são: bioinformática, engenharia genética, noofarmacología, carga de memória, estimulação cerebral, uso eficaz de estados alterados de consciência, o uso de não-humana, a consciência como a tecnologia informação (TI) e a inteligência artificial (IA). 
Os dois maiores mistérios da natureza são a Razão e o Universo. A origem do cérebro, a percepção, a consciência, a memória, a neuroplasticidade. Todos permanecem problemas não resolvidos em neurobiologia. Atualmente, para uma melhor compreensão da estrutura (o método da "montagem reversa") e do funcionamento do cérebro, bem como para o desenvolvimento de capacidades intelectuais e o aumento da inteligência, os megaprojetos são anunciados nos EUA – Brain Research através do avanço das Neurotecnologias Inovadoras, do Projeto Humano do Cérebro Europeu, do Projeto Cerebral da China, do Blue Brain, do Allen Brain Atlas, do Projeto Human Connectome, do Google Brain.